# São Salvador da Aramenha
São Salvador da Aramenha est une Freguesia portugaise de la municipalité de Marvão. Elle compte 1 527 habitants pour une superficie de 50,76 km2.  